# Her er dit liv, Joakim
Her er dit liv, Joakim (Originaltitel The Life and Times of Scrooge McDuck) er en tegneserie af Don Rosa om Joakim von And. Serien er på 209 sider og følger de største begivenheder i Joakims liv mellem 1867 og 1947. Tegneserien giver også information om mange andre figurer relateret til Joakim von And – både familiært og på anden vis. Den er både skrevet og tegnet af Don Rosa, som altid har været fascineret af Joakim von And.
Da Rosa i 1991 begyndte at skrive og tegne på den serie, der skulle fortælle den rige ands livshistorie, hentede han alle sine oplysninger om Joakim (det han kalder Barksian facts) fra Carl Barks' historier. Hvis Onkel Joakim i en af Carl Barks' historier fremsagde en bemærkning om sin ungdom, så uddybes den med stor sikkerhed et eller andet sted i denne serie.
Serien udgør det eneste forsøg på at skabe en fastlagt kronologi og stamtavle for ande-familien, og skabte af samme grund en del kontrovers da den udkom. Mange mente at historierne om ænderne hentede en del af deres kraft idet universet omkring dem var så løst defineret. Tegnerne fik dermed friheden til at skabe netop den baggrundshistorie som de havde brug for til at fortælle en given historie. Således kan man igennem årene finde adskillige, forskellige historier om hvordan onkel Joakim tjente sin første 25-øre. Kritikerne var bange for at en sådan, samlet historie ville indskrænke denne frihed, og ironisk nok var Don Rosas store talent en del af grunden til kritikken. Don Rosa bliver af mange anset for at være Carl Barks' værdige efterfølger, og med det ry er det naturligt at en udgivelse af dette omfang, vil få en meget stor autoritet sit område. Carl Barks udtalte således om historien, at han ville ønske at den aldrig var udkommet. 
Serien udkom delvist i Anders And & Co. og delvist som tillæg til bladet, og den blev i 1997 samlet i én stor bog, Joakim von And – Her er dit liv, i anledning af Joakim von Ands 50 års jubilæum. For fans af Disney-tegneren Don Rosa, er bogen prikken over i'et i ens samling. Da den udkom, blev den revet væk fra hylderne, og i dag skal man være meget heldig for at få fat i et eksemplar af bogen. Hvis man endelig får fat i et, skal man være forberedt på at skulle betale en pæn sum penge for det.
Bogen er på 272 sider og består af 12 kapitler samt et yderst grundigt forord (også skrevet af Don Rosa); ét til bogen og ét til hvert kapitel.

## Indhold
- Kapitel 1: Den sidste von And (1877-1880)
- Kapitel 2: Mississippiflodens konge (1880-1882)
- Kapitel 3: Præriens bedste and (1882-1883)
- Kapitel 3,2: Cowboy-kaptajnen på Cutty Sark (1883)
- Kapitel 4: Kobberkongen fra Montana (1883-1885)
- Kapitel 5: Den nye slotsherre (1885)
- Kapitel 6: Savannens skræk (1886-1889)
- Kapitel 6,2: Opgør i spøgelsesbyen (1890)
- Kapitel 7: Det store næbdyr (1893-1896)
- Kapitel 8: Kongen af Klondike (1896-1899)
- Kapitel 8,2: Fangen ved Sølvstrømmen (1897)
- Kapitel 8,3: Opgør i Klondike (1898)
- Kapitel 9: Milliardæren fra Ødelyng Overdrev (1899-1902)
- Kapitel 10: Slaget om Fort Andeby (1902)
- Kapitel 10,2: Brushanen fra Corte Culebra (1906)
- Kapitel 11: Verdens rigeste and (1909-1930)
- Kapitel 12: Eneboeren i Andeby (25. december 1947)

Der er en forsideillustration til hvert kapitel, og der er selvfølgelig også gemt en D.U.C.K.-dedikation på forsiden og en i hvert indledningsbillede. Hvis du har svært ved at finde D.U.C.K.-dedikationerne, kan du få hjælp i forordet til at finde dem.
Originaltitler:
- The Last of the Clan mcDuck (Lo$ chapter 1)
- The Master of the Mississippi (Lo$ chapter 2)
- The Buckaroo of the Badlands (Lo$ chapter 3)
- The Cowboy Captain of the Cutty Sark (Lo$ chapter 3,2)
- Raider of the Copper Hill (Lo$ chapter 4)
- The New Laird of the Castle mcDuck (Lo$ chapter 5)
- The Terror of the Transvaal (Lo$ chapter 6)
- The Vigilante of Pizen Bluff (Lo$ chapter 6,2)
- Dreamtime Duck of the Never-Never (Lo$ chapter 7)
- King of the Klondike (Lo$ chapter 8)
- The Prisoner of White Agony Creek (Lo$ chapter 8,2)
- Hearts of the Yukon (Lo$ chapter 8,3)
- The Billionaire of Dismal Downs (Lo$ chapter 9)
- The Invader of Fort Duckburg (Lo$ chapter 10)
- The Sharpie of the Culebra Cut (Lo$ chapter 10,2)
- The Empire-Builder from Calisota (Lo$ chapter 11)
- The Richest Duck in the World (Lo$ chapter 12)

Lo$ står for Life of Scrooge ("The Life and Times of Scrooge McDuck" er den fulde titel)